# Csillag születik (film, 2018)
A Csillag születik nyolc Oscar-díjra jelölt 2018-as amerikai zenés film, melynek rendezője Bradley Cooper, írói Will Fetters, Cooper, Eric Roth, Irene Mecchi, Stephen J. Rivele és Christopher Wilkinson. A film az 1937-es Csillag születik negyedik feldolgozása. Főszerepben Bradley Cooper, Lady Gaga, Sam Elliott, Andrew Dice Clay és Dave Chappelle láthatók. A film egy sikeres, ámbár alkoholproblémákkal küzdő zenész (Bradley Cooper) életét mutatja be, miközben felfedez egy fiatal feltörekvő énekest (Lady Gaga), akibe beleszeret. Az eredeti, hét Oscar-díjra jelölt, 1937-es változat főszereplői Janet Gaynor és Frederic March voltak. Első feldolgozására 1954-ben került sor Judy Garland és James Mason főszereplésével, majd 1976-ban Frank Pierson rendezésében újra filmvászonra vitték a történetet, ezúttal a főszereplők Barbra Streisand és Kris Kristofferson voltak. 2013-ban készült el a film hindi nyelvű, indiai feldolgozása Aashiqui 2 (Szerelmesek) címmel, Aditya Roy Kapur és Shraddha Kapoor főszereplésével. A bollywoodi feldolgozást összesen 26 díjra jelölték, amelyből 15 díjat el is nyert.
A szám szerinti negyedik Csillag születik-feldolgozás előmunkálatai 2011-ben kezdődtek meg, eredetileg Clint Eastwood rendezésében és Beyoncé amerikai énekesnő főszereplésével. A film kidolgozásában évekig nem történt előrehaladás. Számos színész, úgymint Leonardo DiCaprio, Will Smith és Tom Cruise is visszautasította az ajánlatot. 2016 márciusában megerősítették, hogy Cooper nem csak főszereplője lesz a filmnek, de rendezői debütálása is megtörténik. 2016 augusztusában hivatalossá vált, hogy Lady Gaga amerikai énekesnő és színésznő csatlakozik a stábhoz mint női főszereplő. A film gyártási munkálatai 2017 áprilisában, a Coachella Fesztiválon indultak meg.
Világpremierjét 2018. augusztus 31-én tartották a 75. Velencei Nemzetközi Filmfesztiválon. Az Egyesült Államokban 2018. október 5-én mutatták be.
A film világszerte 436 millió dolláros bevételt hozott és pozitív fogadtatásban részesült a kritikusok felől, akik leginkább Cooper, Gaga és Elliott színészi játékát, Cooper rendezését és a filmzenét emelték ki. Több kiadvány 2018 legjobb filmjei közt említette a Csillag születik-et, amit a számos szakmai díjra való nevezés is igazol. A 76. Golden Globe-gálán összesen öt, a 91. Oscar-gálán nyolc jelölést érdemelt ki a film, köztük A legjobb filmdráma kategóriában is. A jelölések közül mindkét gálán egy-egy díjat kapott meg. A filmben felcsendülő Shallow című dal elnyerte A legjobb eredeti betétdalnak járó Oscar-, Golden Globe-, és Critics’ Choice-díjakat.

## Cselekmény
|  | Alább a cselekmény részletei következnek! |

Jackson Maine sikeres pályafutása mellett súlyos alkoholproblémákkal küzd, melyet látszólag jól tud titkolni a rajongók előtt (Black Eyes). Legfőbb támogatója – aki egyben menedzsere is – a bátyja, Bobby, aki folyamatosan szemmel tartja őt. Ally, a fiatal énekes-dalszerző felszolgálóként dolgozik Ramon nevű barátjával, miközben esténként transzvesztita bárban vállal fellépéseket. Egyik koncertje során Jackson betér a bárba és végignézi Ally fellépését (La Vie en rose). A férfit lenyűgözi Ally tehetsége, majd nem sokkal később kettesben beszélgetnek. Ally elárulja neki, hogy soha nem próbált megélni az éneklésből, mert szerinte a külseje nem megfelelő hozzá. Jackson bókolni kezd a lánynak, aki megoszt egy dalt Jacksonnal.
Jackson hazafuvarozza Allyt otthonába, ahol özvegy édesapjával, Lorenzóval él együtt. Jackson elhívja Allyt az esti telt házas koncertjére, de a lány visszautasítja a meghívást édesapja biztatásának ellenére is. Ally végül meggondolja magát, felmond a munkahelyén és Ramonnal együtt elmennek Jackson koncertjére, ahol a férfi felhívja a színpadra Allyt, hogy elénekeljék közös dalukat. Hosszas hezitálás után Ally fellép a színpadra és nagy sikert arat (Shallow).
Jackson számos koncertjére elviszi Allyt, ahol közösen lépnek fel. A páros kapcsolata mindeközben tovább mélyül (Maybe It's Time). Miután egy este Jackson kiüti magát az alkoholtól, Bobby figyelmezteti Allyt, hogy vigyázzon Jacksonnal. Jackson elviszi Allyt egy farmra, melyet Bobbynak vásárolt és ahol édesapjuk nyugszik, de kiderül, hogy Bobby már eladta a telket, valamint, hogy édesapjuk nyughelyét elmosta a vihar. Dühében Jackson rátámad bátyjára, akivel szakmai kapcsolata is megszakad röviddel utána.
Ally egy koncert után (Always Remember Us This Way) Rezzel, egy zenei producerrel találkozik, aki leszerződtetné a lányt egy kiadóhoz. Jacksont láthatóan megviseli a dolog, de ennek ellenére támogatja Allyt. A pár közösen él újonnan vásárolt házukban. Ally egyik fellépése után Rez leszidja a lányt, amiért az leküldte a színpadról a táncosokat. A férfi rábeszéli Allyt, hogy fesse át a haját (Heal Me). Jackson, akinek látnia kellett volna Allyt fellépni, ismét ittasan bolyong a városban. Gyerekkori barátja, Noodles fogadja be átmenetileg otthonába. Ally megérkezik a házhoz és szerelmeskednek. Nem sokkal később Jackson megkéri Ally kezét egy gitárhúrból készült gyűrűvel, majd még aznap össze is házasodnak.
Ally a népszerű Saturday Night Live című műsorban lép fel (Why Did You Do That?), miközben Bobby és Jackson a háttérben kibékülnek egymással. Később Jackson hangot ad nemtetszésének Ally új provokatív dalával kapcsolatosan, amelyért a lányt Grammy-díjra jelölték. A beszélgetés vitába torkollik, miután Jackson csúnyának nevezi Allyt. Jackson illuminált állapotban lép fel a Grammy-gálán, ahol Roy Orbison előtt tisztelgett volna előadásával. Ally elnyeri a legjobb új előadónak járó Grammy-trófeát. Köszönő beszéde alatt az öntudatlan állapotban lévő Jackson felmászik a színpadra és lejáratja magát. Lorenzo hátra viszi a férfit a backstage-be, ahol ruhástul a hideg zuhany alá fekteti. Mindezek után Jackson elvonóra megy.
Ally meglátogatja Jacksont a rehabon, ahol a férfi könnyek között kér tőle bocsánatot botrányos viselkedése miatt. Hazatérése után Rez meglátogatja Jacksont és négyszemközt elmondja neki, hogy rossz hatással van Ally életére és múltját ismerve tönkre fogja tenni a lányt. Ally elárulja Jacksonnak, hogy korábban befejezi turnéját, hogy minél több időt tölthessenek együtt. Jackson megígéri, hogy ott lesz személyesen a turné utolsó koncertjén. Miközben Ally koncertezik, Jackson is indulni készül, de meggondolja magát és ismét tablettákat vesz be, majd nadrágszíjával a kezében bemegy a garázsba és felakasztja magát.
Ally a történtek után összeomlik. Bobby megérteti a lánnyal, hogy nem ő tehet a férfi haláláról. Jackson búcsúztatásán az immár Ally Maine-ként bemutatkozó lány előadja Jackson soha nem hallott dalát, melyet szerelmének írt (I’ll Never Love Again).
|  | Itt a vége a cselekmény részletezésének! |

## Szereplők
| Szerep                 | Színész                                                                               | Magyar hang      |
| ---------------------- | ------------------------------------------------------------------------------------- | ---------------- |
| Jackson Maine          | Bradley Cooper                                                                        | Rajkai Zoltán    |
| Jackson Maine          | Sikeres énekes-dalszerző, aki alkoholproblémákkal küzd. Ally mentora és szerelme.     |                  |
| Ally Maine             | Lady Gaga                                                                             | Szilágyi Csenge  |
| Ally Maine             | Egy ismeretlen énekesnő, aki éjszakai klubokban lép fel, amíg Jackson fel nem fedezi. |                  |
| Bobby Maine            | Sam Elliott                                                                           | Borbiczki Ferenc |
| Bobby Maine            | Jackson idősebb féltestvére, aki egyben menedzsere is                                 |                  |
| George "Noodles" Stone | Dave Chappelle                                                                        | Gémes Antos      |
| George "Noodles" Stone | Visszavonult zenész, Jackson közeli barátja                                           |                  |
| Lorenzo Campana        | Andrew Dice Clay                                                                      | Gesztesi Károly  |
| Lorenzo Campana        | Ally édesapja                                                                         |                  |
| Ramon                  | Anthony Ramos                                                                         | Jéger Zsombor    |
| Ramon                  | Ally barátja                                                                          |                  |
| Wolfie                 | Michael Harney                                                                        | Várkonyi András  |
| Wolfie                 | Limuzinsofőr, Lorenzo barátja                                                         |                  |
| Rez Gavron             | Rafi Gavron                                                                           | Kovács Lehel     |
| Rez Gavron             | Zenei producer, Ally menedzsere                                                       |                  |

További szereplők
| Szerep                | Színész                                      | Magyar hang           |
| --------------------- | -------------------------------------------- | --------------------- |
| Gail                  | Rebecca Field                                | Kiss Erika            |
| Transzvesztita előadó | Shangela Laquifa Wadley                      |                       |
| Emerald               | Willam Belli                                 | Bercsényi Péter       |
| Phil                  | Greg Grunberg                                | Bede-Fazekas Szabolcs |
| Carl                  | Ron Rifkin                                   | Harsányi Gábor        |
| Paulette Stone        | Drena De Niro                                | Pikali Gerda          |
| Jackson zenekara      | Lukas Nelson & Promise of the Real (zenekar) |                       |
| Helyi prédikátor      | Eddie Griffin                                |                       |
| Pénztáros             | Luenell                                      |                       |
| Önmaga                | Halsey                                       |                       |
| Önmaga                | Marlon Williams                              |                       |
| Önmaga                | Brandi Carlile                               |                       |
| Önmaga                | Alec Baldwin                                 | Csankó Zoltán         |
| Önmaga                | Don Roy King                                 |                       |

## Gyártás
2011 januárjában nyilvánosságra került, hogy Clint Eastwood az amerikai énekesnőt, Beyoncét szeretné leszerződtetni az 1937-es Csillag születik harmadik remake-jéhez. A projektet azonban későbbre tolták Beyoncé terhessége miatt. 2012 áprilisában az író Will Fetters a Collider.com oldalnak elárulta, hogy a forgatókönyvre nagy hatással volt Kurt Cobain. A szerepeket Leonardo DiCaprio, Will Smith és Christian Bale is visszautasította. A férfi főszereplő egyik esélyese Tom Cruise volt. 2012. október 9-én Beyoncé végleg visszalépett a filmtől, valamint Johnny Depp sem élt a lehetőséggel. Eastwood ezek után felkérte Bradley Coopert, hogy csatlakozzon a szereplőgárdához. Eastwood továbbá a női főszereplő karakterére Esperanza Spaldingot szerette volna beválogatni. 2015. március 24-én a Warner Bros. bejelentette, hogy Bradley Cooper nem csak főszereplője lesz a filmnek, de rendezői debütálása is megtörténik. Szóba került, hogy Beyoncé mégis elvállalja a női karakter alakítását. Később megerősítették, hogy a Golden Globe-díjas Lady Gaga csatlakozik a stábhoz Cooper partnereként. 2016 augusztusában hivatalosan is bejelentették Gaga szereplését a filmben, illetve a stúdió is zöld lámpát adott a film gyártásához, melynek munkálatai 2017 elején indultak meg. 2016. november 9-én a média arról számolt be, hogy Ray Liotta csatlakozik a stábhoz Lady Gaga karakterének menedzsereként, de végül ezt a szerepet Sam Elliott kapta meg. 2017. március 17-én Elliott hivatalosan is csatlakozott a szereplőgárdához, miközben folytak a tárgyalások Andrew Dice Clay-jel, aki Lorenzót, Lady Gaga karakterének édesapját alakítja. 2017 áprilisában Rafi Gavron, Michael Harney és Rebecca Field is csatlakoztak a stábhoz.
A forgatási munkálatok 2017. április 17-én kezdődtek meg. Májusban Dave Chappellét is beválogatták a szereplőgárdába.
Cooper miután látta fellépni Lukas Nelsont (a country zenei legenda Willie Nelson fia) a Desert Trip fesztiválon, felkérte, hogy segédkezzen a film elkészítésében. Nelson elfogadta az ajánlatot, majd néhány dalát elküldte a producereknek. Nelson és Lady Gaga ezek után közösen kezdtek dalokat írni a filmhez.

### Marketing
A film első előzetese 2018. június 6-án jelent meg.

### Zene
Miután látta fellépni a Desert Trip fesztiválon, Cooper felvette a kapcsolatot Lukas Nelsonnal (Willie Nelson country zenész fiával) és felkérte, hogy segítsen neki a film munkálataiban. Nelson beleegyezett, és több dalt is megírt, amit elküldött a producereknek. Nelson később találkozott Lady Gagával, és elkezdett vele dalokat szerezni, cserébe pedig Gaga a férfi 2017-es albumán két dalnál is háttérvokálozott. A Gaga és Cooper által előadott filmzenei album 2018. október 5-én jelent meg az Interscope Records gondozásában. A lemez a kiadó leírása szerint „19 dalt tartalmaz több zenei stílusban, illetve 15 dialógust, ami egy olyan utazásra visz, amely tükrözi a film megnézésének élményét”.

## Megjelenés
A Csillag születik világpremierjét 2018. augusztus 31-én tartották a 75. Velencei Nemzetközi Filmfesztiválon, míg az Egyesült Államokban 2018. október 5-én mutatták be, melyet korábban többször is módosítottak. Szóba került a 2018. szeptember 28-i, illetve a 2018. május 18-i megjelenés is. 2018 szeptemberében a Torontói Nemzetközi Filmfesztiválon és a San Sebastián-i Nemzetközi Filmfesztiválon is levetítették a filmet.

## Fogadtatás
A Csillag születik pozitív fogadtatásban részesült a kritikusok felől. Az értékeléseket összegző Rotten Tomatoes oldalon a film 90%-ot kapott 336 vélemény alapján. A Metacritic-en a maximális 100 pontból 88-as értékelést kapott 60 kritika alapján, amivel az „általánosan elismert” kategóriába került. AZ IMDB-n a film 7.7 csillagot kapott a 10-ből, 300 ezernél több értékelés alapján.